# Habronattus signatus
Habronattus signatus là một loài nhện trong họ Salticidae.
Loài này thuộc chi Habronattus. Habronattus signatus được Richard C. Banks miêu tả năm 1900.